# 西安满城
西安满城是清代西安城内的八旗驻防城。
1645年，清军征服西安城，他们圈占了城内东北部秦王府一带作为营地。1649年，清廷下令修建驻防城，专供八旗官兵居住。东北两面借用西安府城城墙，南墙从长乐门南侧至钟楼南侧，西墙从钟楼东侧至安远门东侧。
西安驻防保持5000人的规模，由西安将军节制。
西安满城周长十四里，面积占西安城总面积的40%。開設五個城門，東門曰長樂門，西南門為鐘樓，西北門曰新城門，南門曰端禮門，西門曰西華門。城内居住的满人约2万人。
1911年10月武昌起义爆发。西安地区革命党人随即响应，即辛亥西安起义。10月23日，革命军攻入西安满城，在激烈的战斗中，满城内街巷房舍化为废墟。民国成立以后，满城城墙遭拆除，随后开辟纵横交错的近代马路。